# 埃西莱斯
埃西莱斯（義大利語：Exilles），是意大利北部皮埃蒙特大区都靈廣域市的一个市镇。总面积44.32平方公里，总人口270，人口密度6.1人/平方公里（2010年12月31日）。

## 友好城市
- 法國沙托-维尔维埃耶